# Szwaby Wyżne
Szwaby Wyżne (słow. Majere) – wieś (obec) na Słowacji, w kraju preszowskim, w powiecie Kieżmark. Położona jest na prawym brzegu Dunajca, naprzeciwko Sromowców Niżnych. W gwarze spiskiej miejscowość nazywano Majyry lub Wyśnie Swaby, w XIX wieku miała też nazwę Stary Majerz.
Jest to niewielka miejscowość licząca około 30 domów w zwartej zabudowie rozłożonych po obydwu stronach drogi z przejścia granicznego Niedzica-Lysá nad Dunajcom do Czerwonego Klasztoru.
W najstarszych znanych dokumentach miejscowość po raz pierwszy pojawia się w 1568 r. Dawniej była to sezonowa osada pasterska. W 1787 r. sprowadzono do niej 7 kolonistów z Niemiec i stąd pochodzi nazwa Szwaby Wyżne. Ich potomkowie mieszkali tutaj do 1945 r. Obecnie część mieszkańców zajmuje się flisactwem i handlem przygranicznym. W miejscowości jest przystań flisacka, z której odbywają się spływy przełomem Dunajca, kwatery dla turystów i kąpieliska nad Dunajcem.
We wsi jest używana gwara spiska, zaliczana przez polskich językoznawców jako gwara dialektu małopolskiego języka polskiego, przez słowackich zaś jako gwara przejściowa polsko-słowacka.